# 廣川醫院
廣川醫院是一家位於臺灣新北市土城區的私立醫院。
廣川醫院樓高7層。主要醫療服務為 門診、住院、呼吸治療病房，體外震波碎石中心，
醫師科別：內科，外科，泌尿科，骨科，胸腔內科，心臟血管科，眼科，復健科，家醫科，肝膽腸胃科，直腸肛門外科，性福門診,醫學美容中心 。

## 規模
廣川醫院，床位約有78張，醫師共二十八餘位醫師護理人員四十餘位，總員工數達一百卅餘人。目前的，占地面積400平方公尺，總建築面積1500平方公尺。
由柯基生院長帶領，台大胸腔內科權威黃耀榮醫師，榮總復健科權威黃吟芳醫師，陽明骨科主治醫師葛正中醫師，台大家醫科顏競芝醫師，
高雄榮總副院長泌尿科主治醫師鄭紹宇醫師，
博仁綜合醫院泌尿科主任董建明醫師，
亞東醫院泌尿科歐正峰主治醫師醫師，
亞東醫院骨科賴建成主治醫師，
亞東醫院骨科王正次主治醫師，
台北醫院骨科楊士賢主治醫師，
亞東醫院骨科王偉庭主治醫師，
和平醫院骨科蘇群哲主治醫師，
台北醫院眼科林仁傑主任醫師，
亞東醫院眼科翁芯瑀主治醫師，
和平醫院眼科謝明宏主治醫師，
萬芳醫院感染科鄧承恩主治醫師，
亞東醫院外科趙余俊主治醫師，
台北醫院神經外科丁賢偉主治醫師，
亞東醫院心臟血管內科陳國慶主治醫師，
亞東醫院肝膽腸胃科林政錄主治醫師，
亞東醫院耳鼻喉科鄭評嘉主治醫師，
亞東醫院家庭醫學科翁茲資閔主治醫師，
亞東醫院新陳代謝科科張錦煥主治醫師 等醫師。
醫師陣容團隊持續增加中。

## 簡史
- 1991年6月5日成立，創院院長柯基生。

- 2010年12月增設台灣第一個性福門診，提供家庭與婚姻諮詢、婚前健康檢查、性疾病診治、性健康諮詢、性健康電話保密會談、兩性關係/感情諮詢、性功能障礙治療等服務項目

- 2020年9月增設眼科門診，提供學童學童護眼方案、近視、遠視、散光、老花度數、角膜曲度、角膜塑型評估、圓錐角膜檢查，角膜中心厚度、眼壓值，評估因角膜厚度影響後之精確眼壓值，可偵測青光眼、黃斑部病變、視神經病變、高度近視視網膜病變、糖尿病視網膜疾病、視網膜動脈與靜脈阻塞、視網膜裂孔、視網膜剝離，針對老年黃斑部病變追蹤檢查 治療追蹤等服務項目

- 2020年10月斥資數百萬將X光室設備全面升級為SHIMADZU全新機型，為了能更精準的診斷及打造更舒適的醫療環境。

- 2020年11月 廣川醫院骨科增加C-Arm，可移動的X光透視機，將廣川醫院骨科手術向上一層，可在手術中更精準的確認位置，且有效治療，C-Arm讓骨科醫師可廣泛的使用在上臂骨(肱骨)骨折、大腿骨(股骨)骨折、股骨頸骨折、小腿骨(脛骨)骨折、及許多其他骨頭矯正手術。

- 2021年4月增設體外碎石震波中心，斥資上千萬購入全新有效設備，全自動化X光，超音波雙定位，超音波結石影像即時追蹤 鎖定技術能準確的碎石，減少周邊組織傷害，提高碎石效率。由前高雄榮總副院長，泌尿科權威鄭紹宇醫師，聯手廣川醫院，帶領亞東醫院主治醫師歐正峰及博仁綜合醫院泌尿外科主任董建民醫師，一起打造廣川醫院體外碎石震波中心。

## 外部連結
- 廣川醫院 （页面存档备份，存于）（中文）